# Цаберфелд
Цаберфелд (њем. Zaberfeld) општина је у њемачкој савезној држави Баден-Виртемберг. Једно је од 46 општинских средишта округа Хајлброн. Према процјени из 2010. у општини је живјело 3.923 становника. Посједује регионалну шифру (AGS) 8125108.

## Географски и демографски подаци
Цаберфелд се налази у савезној држави Баден-Виртемберг у округу Хајлброн. Општина се налази на надморској висини од 228 метара. Површина општине износи 22,2 km². У самом мјесту је, према процјени из 2010. године, живјело 3.923 становника. Просјечна густина становништва износи 177 становника/km².